# Dragalina (Cristinești), Botoșani
Dragalina este un sat în comuna Cristinești din județul Botoșani, Moldova, România.

Dragalina pe harta toponimică a Hudeștiului

 Acest articol despre o localitate din județul Botoșani este deocamdată un ciot. Puteți ajuta Wikipedia prin completarea lui.